# Franz Ignaz Beck
Franz Ignaz Aloys Beck (Mannheim (Baden-Württemberg), 20 de febrer, 1734), - Bordeus (Nova Aquitània), 31 de desembre, 1809), va ser un compositor i músic alemany.

## Biografia
Segons les notes biogràfiques del seu alumne Henri-Louis Blanchard (1778–1858), Franz Beck va rebre la seva primera formació musical del seu pare Franz Aloys Beck, entre altres coses, Va treballar com a oboè de la cort a l'orquestra de la cort de l'elector Carl Theodor. Després de la mort sobtada del seu pare (1742), probablement les lliçons van ser continuades per un músic de la cort, possiblement fins i tot per Johann Stamitz. En els anys de 1745 a 1746, Beck, que ara s'ha convertit en orfe, és registrat com a intèrpret d'aguts al cor de l'"Heiliggeistkirche de Heidelberg". Després d'un duel que va acabar amb la falsa mort del seu oponent, va fugir a Itàlia, Via Venècia, on va estudiar composició amb Baldassare Galuppi, va viatjar a França via Nàpols. Inicialment s'haurà quedat a París, ja que tres de les seves simfonies s'hi van tocar per primera vegada al Concert spiritualel de la tardor de 1757. Poc després va aparèixer la primera estampa col·lectiva de sis simfonies, que l'identificava a la portada com a alumne de Johann Stamitz.
Després d'una breu estada com a concertista a Marsella, Franz Beck va arribar a Bordeus el 1761 o 1762, on se li va encarregar la direcció de l'orquestra d'òpera. Com a "Maître de musique" fins al seu acomiadament el 1798, no només s'encarregava de les representacions teatrals i dels concerts, sinó que també havia de compondre per a aquestes ocasions i organitzar obres alienes per a les representacions. En les dècades següents, Franz Beck va tenir una influència duradora en la vida musical de la ciutat. De 1774 a 1788 també va treballar com a organista al capítol de la catedral de Saint-Seurin, i el 1786 la recentment fundada "Society Musée" (més tard: "Société Philomathique") el va escollir com a "Commissaire du Comité de musique". Sota el seu lideratge, els concerts habituals es van convertir en una institució musical permanent, professional i reconeguda a nivell nacional. En els variats programes de concerts, Beck va presentar als ciutadans de Bordeus les obres dels compositors contemporanis més importants, entre els quals destacats representants de l'Escola de Mannheim. Quan tot el conjunt teatral va ser suspès en l'agitació de la Revolució Francesa el 28 de novembre de 1793, Franz Beck també va haver de respondre davant el tribunal, que afortunadament va poder convèncer de la seva innocència i va ser posat en llibertat el 6 de gener de 1794.
Les responsabilitats musicals de Beck també incloïen classes de composició i instrumental. El versàtil músic era considerat un mestre del violí, l'orgue i el piano. Entre els seus nombrosos alumnes hi ha Henri-Louis Blanchard, Pierre Jean Garat, Pierre Gaveaux, Bernard Germain de Lacépède, Prosper-Charles Simon i Nicolas-Charles Bochsa.
El compositor va passar els últims anys de la seva vida en reclusió amb la seva família. El 1801 Beck es va traslladar a viure amb el seu fill Jean-François-Auguste a la rue des Religieuses (avui: rue Thiac), on va morir la tarda del 31 de desembre de 1809.
Franz Beck és un dels representants de l'anomenada Escola de Mannheim, que es considera alhora experimental i pionera per a les composicions "clàssiques" dels segles XIX i XX. Les seves influències es poden trobar en les seves composicions així com en les de la cultura musical italiana i francesa del seu temps. El seu melodrama Pandore & Prométhée i l'obertura de La Mort d'Orphée van rebre l'atenció nacional. Ambdues obres també es van representar amb èxit a París, i es diu que aquesta última es va situar temporalment abans de la versió francesa de l'òpera Orphée et Euridice de Christoph Willibald Gluck i Le jeune Henri d'Étienne-Nicolas Méhul.

## Obres (selecció)
- Op. 1: Sei Overture a più Stromenti (Pariís, 1758)
- Op. 2: Six Simphonies a quatre Parties et Trompa de caça ad Libitum (París, 1760)
- Op. 3: Sei Sinfonie a piu Stromenti (París, 1762)
- Op. 4: Six Sinfonies a plusieurs Instruments (Paris, 1766)
- Op. 5: Six Symphonies a quatre Parties obligat amb Oboè o Flauta travessera, i Trompas de caça compostes per diferents autors (París) (nur Nr. 5 von Beck)
- Op. 5: 18 Sonates per a Clavecí o Piano forte (París, 1772 o abans)
- Op. 10: Sei Sinfonie amb diversos instruments composts per diversos autors (París) (nr. 2 von Beck)

Música vocal sagrada

- Stabat Mater per a solistes, cor i orquestra (1782; París, 25 i 26 d'abril de 1783)
- Te Deum (1790)

Òpera/Melodrama

- La Belle Jardinière (Bordeus, 24. Agost 1767)
- L'isle déserte (1779)
- La Loterie d'amour (Bordeus, 4. Juny 1789)
- Pandore & Prométhée, Melodrama (Bordeus, 11. Febrer 1786; Paris, 2. Juliol 1789)

Música incidental

- Chöre zu Athalie (Bordeus, 11. Novembre 1775)
- També les àries de concert Les Trois Sultanes ou Soliman second (comp. en el període de 1775 a 1786)
- Belphégor ou La descente d'Arlequin aux enfers (Bordeus, 9. Febrer 1789)
- Le Comte de Comminges ou Les Amants malheureux (Bordeus, 20. Desembre 1790)
- Les Peuples et les Rois (1793)

Música de ballet

- Les plaisirs du printemps (1784)
- Le coq du village (1784)
- La Mort d’Orphée (Bordeaux, 27. Oktober 1784)